# Leven van de heilige Coleta

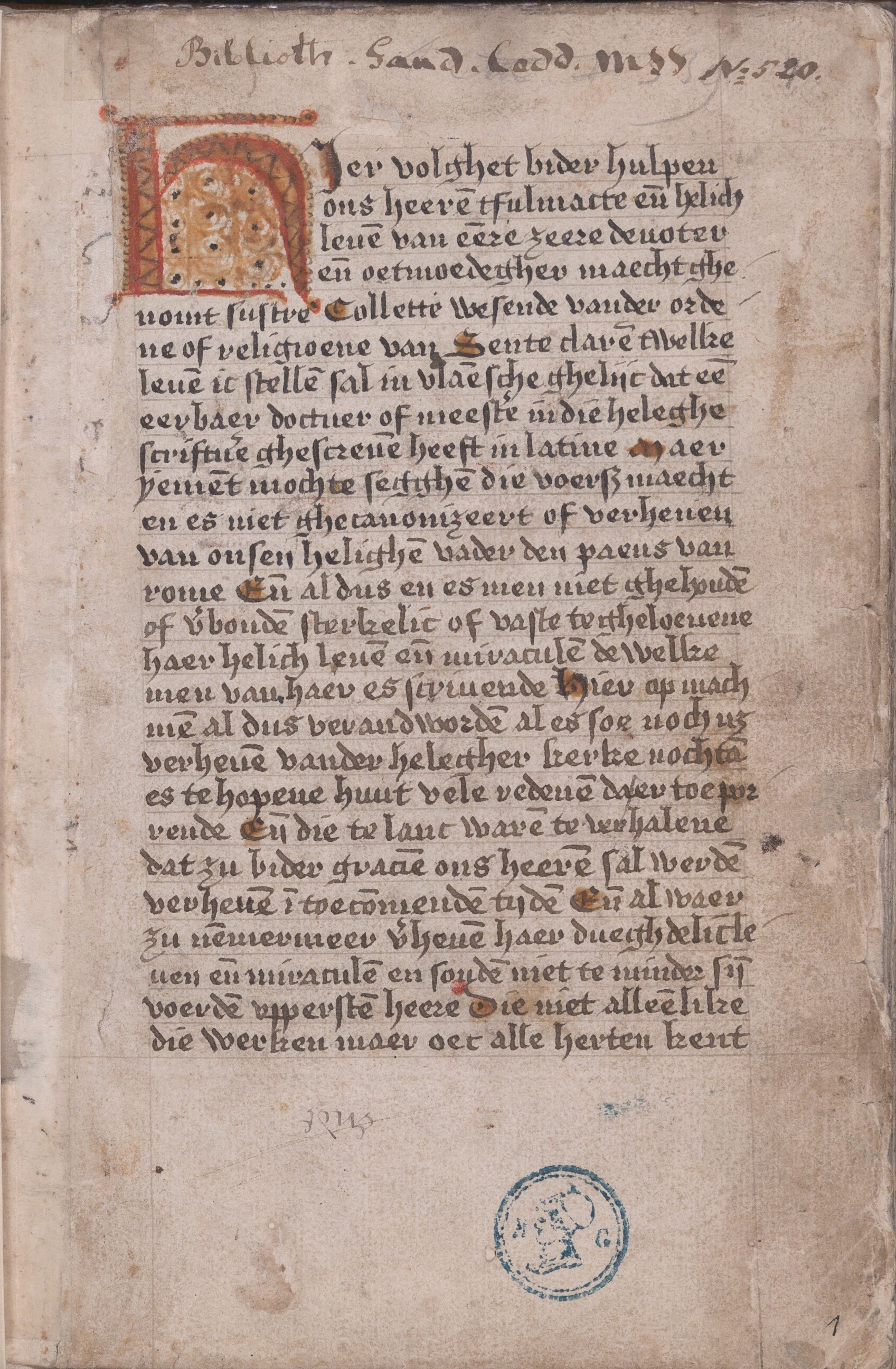
Fragment uit handschrift 520, Het Leven van de Heilige Coleta. Vervaardigd in de 2de helft van de 15de eeuw, Gent.

Leven van de heilige Coleta is een Middelnederlands handschrift dat bewaard ligt in de Universiteitsbibliotheek Gent en is gecatalogiseerd als "handschrift 520". De tekst werd geschreven in de tweede helft van de vijftiende eeuw door Olivier De Langhe, de toenmalige prior van de Sint-Baafsabdij van Gent. 

## Auteur
Wie de tekst uiteindelijk vertaald heeft naar het Middelnederlands, is onbekend. Wat wel gekend is, is de naam van de auteur van de originele Latijnse auteur. Olivier De Langhe was de toenmalige prior en bibliothecaris van de Sint-Baafsabdij te Gent. Hij vervaardigde tussen 1430 en 1450 een catalogus van de rijke bibliotheek in de abdij en was een geleerde theoloog en geschiedschrijver. Vele van zijn eerste werken waren weliswaar in het Latijn geschreven. Voorbeelden daarvan zijn de Reditibus ad Vitam, de Sacramento Eucharistiae en zo ook de Vita B. Coletae. De Langhe beschrijft op een gemengde fictionele en feitelijke manier het leven van de Heilige Coleta.

## Het verhaal
Het verhaal handelt over de heilige Coleta en beschrijft ongeveer heel haar leven. Kort samengevat verliep haar leven zoals volgt. Nicolette Boëllet - de echte naam van de Heilige Coleta - werd in 1381 geboren in het Noord-Franse Corbie, nabij Amiens. Haar moeder Marguerite leed jarenlang onder kinderloosheid en bad tot de heilige Nicolaas. Toen ze dan toch beviel van een dochter, noemde ze haar Nicolette. Marguerita werd pas op latere leeftijd moeder — de heilige Coleta wordt daarom nog altijd aanroepen bij kinderloosheid. 
Nicolette besloot al op vroege leeftijd kloosterzuster te worden. Eerst trad ze toe tot de benedictinessen, maar kon daar niet aarden. Daarop werd ze claris, maar de clarissen waren volgens haar niet radicaal genoeg. Vier jaar lang leefde Colette als kluizenares in de Abdij van Corbie, als lid van de derde orde van Franciscus. In een visioen kreeg ze van Sint-Franciscus de opdracht om de clarissen te hervormen. De Spaanse tegenpaus Benedictus XIII gaf hiervoor de toestemming.
Nicolette, intussen Coleta genoemd, stichtte in Corbie haar eerst klooster, in de geest van de heilige Clara van Assisi. De zusters van de nieuwe orde werden later clarissen-coletinen genoemd. Ze waren gebonden door extreme armoede, ongeschoeidheid, boetedoening, vasten, onthouding en voortdurend gebed. Coleta trok naar Besançon, van waaruit nog 16 andere kloosters werden gesticht.
In 1442 kwam Coleta naar Gent, waar ze het Monasterium Bethlehem stichtte. Dat gebeurde met financiële steun van hertog Filips III (de Goede) van Bourgondië. Het klooster was gelegen in de huidige Goudstraat. Op het eind van haar leven kwam Coleta nog eens terug naar Gent. Ze stierf er ook, op 6 maart 1447, en werd er begraven. Eind 18de eeuw werd het klooster vernield onder Jozef II. De zusters vluchtten met de relieken van hun stichteres naar Poligny, nabij Besançon, waar de resten van de Heilige Coleta nog steeds rusten in het Sint-Claraklooster. In Gent werd in de wijk Rabot een nieuw clarissenklooster gesticht. 
Coleta werd op 23 januari 1740 door paus Clemens XII zalig verklaard en op 24 mei 1807 door Pius VII heilig verklaard. Haar feestdag werd 6 maart vastgelegd.